# Dolichowithius intermedius
Dolichowithius intermedius är en spindeldjursart som beskrevs av Volker Mahnert 1979. Dolichowithius intermedius ingår i släktet Dolichowithius och familjen Withiidae. Inga underarter finns listade i Catalogue of Life.